# Rex Walheim
Rex Joseph Walheim (Redwood City, 10 oktober 1962) is een Amerikaans ruimtevaarder. Walheim zijn eerste ruimtevlucht was STS-110 met de spaceshuttle Atlantis en vond plaats op 8 april 2002. Tijdens de missie werd de S0 Truss-module gekoppeld aan de Destiny Laboratory-module van het Internationaal ruimtestation ISS.
Walheim maakte deel uit van NASA Astronaut Group 16. Deze groep van 44 ruimtevaarders begon hun training in 1996 en had als bijnaam The Sardines.
In totaal heeft Walheim drie ruimtevluchten op zijn naam staan. Tijdens zijn missies maakte hij in totaal vijf ruimtewandelingen.